# برایان جنسن (بازیکن فوتبال، زاده ۱۹۷۵)
برایان جنسن (انگلیسی: Brian Jensen؛ زادهٔ ۸ ژوئن ۱۹۷۵) بازیکن فوتبال اهل قلمروی دانمارک است.
از باشگاه‌هایی که در آن بازی کرده‌است می‌توان به باشگاه فوتبال بری، باشگاه فوتبال آزد آلکمار، باشگاه فوتبال برنلی، باشگاه فوتبال کراولی تاون، باشگاه فوتبال وست برومویچ آلبیون، و باشگاه فوتبال منزفیلد تاون اشاره کرد.